# Amado Azar
Pour les articles homonymes, voir Azar.
Amado Azar est un boxeur argentin né le 31 décembre 1913 à Córdoba et mort le 11 avril 1971.

## Carrière
Il remporte la médaille d'argent aux Jeux de Los Angeles en 1932 dans la catégorie poids moyens. Après avoir battu Aldo Longinotti et Roger Michelot, Azar s'incline en finale contre l'américain Carmen Barth. Il passe professionnel quelques mois plus tard et devient champion d'Argentine des poids mi-lourds en 1941.

## Palmarès

### Jeux olympiques
- Jeux olympiques de 1932 à Los Angeles[2] (poids moyens)